# La Santa Cecilia
La Santa Cecilia (с исп. — «святая Цецилия») — мексикано-американская группа, образованная в 2007 году в Калифорнии. Группа сочетает латиноамериканскую музыка с босановой, болеро и другими направлениями. Название группы происходит от имени Цецилии Римской, которую группа считает своим святым покровителем. Группа обладает премией «Грэмми» в номинации «Лучший латинский рок, urban или альтернативный альбом» в 2014 году, а также двумя номинациями в той же категории в 2017 и 2018 годах. Группа выпустила 7 студийных альбомов.

## Музыкальный стиль
Музыкальный стиль группы — это смесь кумбии, афрокубинской музыки, босановы, фолк-музыки, мариачи, рок-музыки, блюза, болеро, ранчерас, нортеньо и джаза. На группу повлияли такие музыканты, как Дженис Джоплин, Led Zeppelin, Майлз Дэвис, Мерседес Соса и Рамон Аяла.

## Состав
В группу входит четыре постоянных участника:
- Марисоль «La Marisoul» Эрнандес — вокал
- Хосе «Pepe» Карлос — аккординон, реквинто
- Мигель «Oso» Рамирес — ударные музыкальные инструменты
- Алекс Бенданья — бас-гитара

Дополнительные участники:
- Андрес Торрес — ударные музыкальные инструменты
- Марко Сандовал — гитары

## Дискография
- Noche y Citas (2010)
- El Valor (2012)
- Treinta Días (2013)
- Someday New (2014)
- Buenaventura (2016)
- Amar y Vivir (2017)
- La Santa Cecilia (2019)

## Видеоклипы
Свой первый видеоклип группа выпустила на песню «La Negra». Клип на песню «Ice El Hielo» группа выпустила в сотрудничестве с режиссёром Алексом Риверой и National Day Laborer Organizing Network. В данном клипе показана проблема нелегальной иммиграции с перспективы мигрантов.
В 2012 году группа совместно с организацией Nature Conservancy выпустила видео в рамках кампании All Hands On Earth, в котором призывала сохранять воду и природные ресурсы.

## Фильмы и телесериалы
Музыка La Santa Cecilia использовалась в ряде фильмов и сериалов, среди которых «Дурман» и «Мост».